# Campeonato Mundial Feminino de Curling de 2016
O Campeonato Mundial Feminino de Curling de 2016, denominado de Campeonato Mundial Feminino de Curling Ford de 2016 por motivos de patrocínio, é um torneio de seleções femininas de curling disputado na arena Credit Union iPlex em Swift Current, Canadá. 
A equipe da Suíça derrotou por 9–6 a equipe do Japão e conquistou a medalha de ouro, o bronze ficou com a equipe russa, que derrotou a equipe canadense por 9–8.
A equipe da Suíça conquistou a medalha de ouro do torneio pela sexta vez na história, a equipe suíça se tornou tri campeã da competição.

## Equipes participantes
As equipes estão listadas a seguir:
| Canadá | Dinamarca | Finlândia |
| --- | --- | --- |
| The Glencoe Club, Calgary Capitã: Chelsea Carey Terceira: Amy Nixon Segunda: Jocelyn Peterman Primeira: Laine Peters Reserva: Susan O'Connor                    | Hvidovre CC, Hvidovre Capitã: Lene Nielsen Terceira: Stephanie Risdal Segunda: Isabella Clemmensen Primeira: Charlotte Clemmensen Reserva: Madeleine Dupont | Åland Curling, Eckerö Capitã: Oona Kauste Terceira: Milja Hellsten Segunda: Maija Salmiovirta Primeira: Marjo Hippi Reserva: Jenni Räsänen           |
| Alemanha | Itália | Japão |
| CC Füssen, Füssen Capitã: Daniela Driendl Terceira: Analena Jentsch Segunda: Marika Trettin Primeira: Pia-Lisa Schöll Reserva: Maike Beer                       | CC Tofane, Cortina d'Ampezzo Capitã: Federica Apollonio Terceira: Stefania Menardi Segunda: Chiara Olivieri Primeira: Maria Gaspari Reserva: Claudia Alverà | Tokoro CC, Kitami Capitã: Satsuki Fujisawa Terceira: Chinami Yoshida Segunda: Yumi Suzuki Primeira: Yurika Yoshida Reserva: Mari Motohashi           |
| Rússia | Escócia | Coreia do Sul |
| Moskvitch CC, Moscow Capitã: Anna Sidorova Terceira: Margarita Fomina Segunda: Alexandra Raeva Primeira: Nkeiruka Ezekh Reserva: Alina Kovaleva                 | Dunkeld CC, Pitlochry Capitã: Eve Muirhead Terceira: Anna Sloan Segunda: Vicki Adams Primeira: Sarah Reid Reserva: Rachel Hannen                            | Gyeonggi-do CC, Uijeongbu Quarta: Gim Un-chi Terceira: Lee Seul-bee Segunda: Um Min-ji Capitã: Kim Ji-sun Reserva: Yeom Yoon-jung                    |
| Suécia | Suíça | Estados Unidos |
| Skellefteå CK, Skellefteå Quarta: Maria Prytz Terceira: Christina Bertrup Segunda: Maria Wennerström Capitã: Margaretha Sigfridsson Reserva: Agnes Knochenhauer | CC Flims, Flims Capitã: Binia Feltscher Terceira: Irene Schori Segunda: Franziska Kaufmann Primeira: Christine Urech Reserva: Carole Howald                 | Madison CC, Madison Capitã: Erika Brown Terceira: Allison Pottinger Segunda: Nicole Joraanstad Primeira: Natalie Nicholson Reserva: Tabitha Peterson |

### Ranking da World Curling Tour
Classificação das seleções segundo a World Curling Tour.
| País (Capitã)           | Pos. | Pontos  |
| ----------------------- | ---- | ------- |
| Canadá (Carey)          | 5    | 295.750 |
| Rússia (Sidorova)       | 6    | 290.022 |
| Escócia (Muirhead)      | 8    | 256.481 |
| Estados Unidos (Brown)  | 13   | 214.512 |
| Suécia (Sigfridsson)    | 21   | 129.750 |
| Suíça (Feltscher)       | 22   | 129.555 |
| Japão (Fujisawa)        | 32   | 102.154 |
| Coreia do Sul (Kim/Gim) | 64   | 53.348  |
| Dinamarca (Nielsen)     | 66   | 51.355  |
| Finlândia (Kauste)      | 80   | 34.239  |
| Alemanha (Driendl)      | 82   | 33.213  |
| Itália (Apollonio)      | 145  | 12.168  |

## Round Robin Standings
| Key | Key                            |
| --- | ------------------------------ |
|     | Classificados para os Playoffs |

| Seleção        | Capitã                 | V | D  |
| -------------- | ---------------------- | - | -- |
| Suíça          | Binia Feltscher        | 9 | 2  |
| Japão          | Satsuki Fujisawa       | 9 | 2  |
| Rússia         | Anna Sidorova          | 8 | 3  |
| Canadá         | Chelsea Carey          | 8 | 3  |
| Escócia        | Eve Muirhead           | 7 | 4  |
| Estados Unidos | Erika Brown            | 6 | 5  |
| Dinamarca      | Lene Nielsen           | 5 | 6  |
| Coreia do Sul  | Kim Ji-sun             | 5 | 6  |
| Suécia         | Margaretha Sigfridsson | 4 | 7  |
| Alemanha       | Daniela Driendl        | 3 | 8  |
| Finlândia      | Oona Kauste            | 1 | 10 |
| Itália         | Federica Apollonio     | 1 | 10 |

## Resultados
Todas as partidas no horário local (UTC−6).

### Rodada 1
19 de março, 14:00
| Pista A                | LSFE    | 1 | 2 | 3 | 4 | 5 | 6 | 7 | 8 | 9 | 10 | Final |
| ---------------------- | ------- | - | - | - | - | - | - | - | - | - | -- | ----- |
| Estados Unidos (Brown) | Martelo | 1 | 0 | 1 | 0 | 0 | 0 | 1 | 0 | 1 | 0  | 4     |
| Suíça (Feltscher)      |         | 0 | 2 | 0 | 0 | 0 | 1 | 0 | 1 | 0 | 1  | 5     |

| Pista B            | LSFE    | 1 | 2 | 3 | 4 | 5 | 6 | 7 | 8 | 9 | 10 | Final |
| ------------------ | ------- | - | - | - | - | - | - | - | - | - | -- | ----- |
| Japão (Fujisawa)   |         | 0 | 2 | 0 | 0 | 2 | 2 | 0 | 1 | 0 | X  | 7     |
| Finlândia (Kauste) | Martelo | 1 | 0 | 1 | 2 | 0 | 0 | 0 | 0 | 1 | X  | 5     |

| Pista C            | LSFE    | 1 | 2 | 3 | 4 | 5 | 6 | 7 | 8 | 9 | 10 | Final |
| ------------------ | ------- | - | - | - | - | - | - | - | - | - | -- | ----- |
| Rússia (Sidorova)  | Martelo | 2 | 1 | 3 | 0 | 0 | 1 | 0 | 1 | X | X  | 8     |
| Itália (Apollonio) |         | 0 | 0 | 0 | 1 | 0 | 0 | 1 | 0 | X | X  | 2     |

| Pista D             | LSFE    | 1 | 2 | 3 | 4 | 5 | 6 | 7 | 8 | 9 | 10 | 11 | Final |
| ------------------- | ------- | - | - | - | - | - | - | - | - | - | -- | -- | ----- |
| Canadá (Carey)      |         | 0 | 0 | 2 | 0 | 1 | 0 | 1 | 0 | 3 | 0  | 1  | 8     |
| Dinamarca (Nielsen) | Martelo | 3 | 1 | 0 | 0 | 0 | 1 | 0 | 1 | 0 | 1  | 0  | 7     |

### Rodada 2
19 de março, 19:00
| Pista A            | LSFE | 1 | 2 | 3 | 4 | 5 | 6 | 7 | 8 | 9 | 10 | Final |
| ------------------ | ---- | - | - | - | - | - | - | - | - | - | -- | ----- |
| Itália (Apollonio) |      | 0 | 0 | 1 | 0 | 1 | 0 | 1 | 0 | X | X  | 3     |
| Japão (Fujisawa)   |      | 0 | 3 | 0 | 3 | 0 | 2 | 0 | 2 | X | X  | 10    |

| Pista B              | LSFE | 1 | 2 | 3 | 4 | 5 | 6 | 7 | 8 | 9 | 10 | Final |
| -------------------- | ---- | - | - | - | - | - | - | - | - | - | -- | ----- |
| Escócia (Muirhead)   |      | 0 | 0 | 1 | 0 | 0 | 0 | 1 | 0 | 1 | 0  | 3     |
| Suécia (Sigfridsson) |      | 0 | 0 | 0 | 0 | 2 | 1 | 0 | 1 | 0 | 1  | 5     |

| Pista C             | LSFE | 1 | 2 | 3 | 4 | 5 | 6 | 7 | 8 | 9 | 10 | Final |
| ------------------- | ---- | - | - | - | - | - | - | - | - | - | -- | ----- |
| Alemanha (Driendl)  |      | 0 | 3 | 0 | 1 | 1 | 0 | 2 | 1 | 0 | X  | 8     |
| Coreia do Sul (Kim) |      | 0 | 0 | 1 | 0 | 0 | 2 | 0 | 0 | 2 | X  | 5     |

| Pista D            | LSFE | 1 | 2 | 3 | 4 | 5 | 6 | 7 | 8 | 9 | 10 | Final |
| ------------------ | ---- | - | - | - | - | - | - | - | - | - | -- | ----- |
| Rússia (Sidorova)  |      | 1 | 0 | 1 | 1 | 0 | 2 | 0 | 2 | 0 | X  | 7     |
| Finlândia (Kauste) |      | 0 | 0 | 0 | 0 | 1 | 0 | 2 | 0 | 1 | X  | 4     |

### Rodada 3
20 de março, 9:00
| Pista B                | LSFE    | 1 | 2 | 3 | 4 | 5 | 6 | 7 | 8 | 9 | 10 | 11 | Final |
| ---------------------- | ------- | - | - | - | - | - | - | - | - | - | -- | -- | ----- |
| Dinamarca (Nielsen)    |         | 0 | 1 | 0 | 0 | 1 | 0 | 2 | 0 | 3 | 0  | 1  | 8     |
| Estados Unidos (Brown) | Martelo | 0 | 0 | 0 | 2 | 0 | 1 | 0 | 2 | 0 | 2  | 0  | 7     |

| Pista C           | LSFE    | 1 | 2 | 3 | 4 | 5 | 6 | 7 | 8 | 9 | 10 | Final |
| ----------------- | ------- | - | - | - | - | - | - | - | - | - | -- | ----- |
| Canadá (Carey)    |         | 0 | 0 | 0 | 2 | 0 | 0 | 0 | 1 | 3 | 1  | 7     |
| Suíça (Feltscher) | Martelo | 1 | 0 | 0 | 0 | 0 | 1 | 2 | 0 | 0 | 0  | 4     |

### Rodada 4
20 de março, 14:00
| Pista A              | LSFE    | 1 | 2 | 3 | 4 | 5 | 6 | 7 | 8 | 9 | 10 | Final |
| -------------------- | ------- | - | - | - | - | - | - | - | - | - | -- | ----- |
| Suécia (Sigfridsson) |         | 0 | 0 | 2 | 0 | 2 | 0 | 2 | 0 | 0 | X  | 6     |
| Alemanha (Driendl)   | Martelo | 0 | 1 | 0 | 2 | 0 | 2 | 0 | 2 | 2 | X  | 9     |

| Pista B            | LSFE    | 1 | 2 | 3 | 4 | 5 | 6 | 7 | 8 | 9 | 10 | Final |
| ------------------ | ------- | - | - | - | - | - | - | - | - | - | -- | ----- |
| Finlândia (Kauste) |         | 2 | 2 | 0 | 3 | 0 | 0 | 0 | 1 | 0 | 0  | 8     |
| Itália (Apollonio) | Martelo | 0 | 0 | 1 | 0 | 2 | 0 | 1 | 0 | 2 | 1  | 7     |

| Pista C           | LSFE    | 1 | 2 | 3 | 4 | 5 | 6 | 7 | 8 | 9 | 10 | Final |
| ----------------- | ------- | - | - | - | - | - | - | - | - | - | -- | ----- |
| Japão (Fujisawa)  | Martelo | 0 | 2 | 0 | 0 | 2 | 1 | 1 | 0 | 0 | X  | 6     |
| Rússia (Sidorova) |         | 0 | 0 | 0 | 1 | 0 | 0 | 0 | 0 | 0 | X  | 1     |

| Pista D             | LSFE    | 1 | 2 | 3 | 4 | 5 | 6 | 7 | 8 | 9 | 10 | Final |
| ------------------- | ------- | - | - | - | - | - | - | - | - | - | -- | ----- |
| Escócia (Muirhead)  | Martelo | 2 | 1 | 0 | 2 | 0 | 2 | 0 | 1 | 0 | X  | 8     |
| Coreia do Sul (Kim) |         | 0 | 0 | 1 | 0 | 2 | 0 | 2 | 0 | 1 | X  | 6     |

### Rodada 5
20 de março, 19:00
| Pista A             | LSFE    | 1 | 2 | 3 | 4 | 5 | 6 | 7 | 8 | 9 | 10 | Final |
| ------------------- | ------- | - | - | - | - | - | - | - | - | - | -- | ----- |
| Suíça (Feltscher)   | Martelo | 0 | 0 | 2 | 1 | 0 | 2 | 0 | 1 | 0 | 1  | 7     |
| Dinamarca (Nielsen) |         | 0 | 1 | 0 | 0 | 2 | 0 | 2 | 0 | 1 | 0  | 6     |

| Pista B            | LSFE    | 1 | 2 | 3 | 4 | 5 | 6 | 7 | 8 | 9 | 10 | Final |
| ------------------ | ------- | - | - | - | - | - | - | - | - | - | -- | ----- |
| Alemanha (Driendl) | Martelo | 1 | 0 | 1 | 0 | 1 | 0 | 0 | X | X | X  | 3     |
| Escócia (Muirhead) |         | 0 | 3 | 0 | 2 | 0 | 1 | 4 | X | X | X  | 10    |

| Pista C              | LSFE    | 1 | 2 | 3 | 4 | 5 | 6 | 7 | 8 | 9 | 10 | Final |
| -------------------- | ------- | - | - | - | - | - | - | - | - | - | -- | ----- |
| Coreia do Sul (Kim)  | Martelo | 1 | 0 | 0 | 2 | 0 | 1 | 0 | 3 | 0 | 1  | 8     |
| Suécia (Sigfridsson) |         | 0 | 2 | 0 | 0 | 1 | 0 | 1 | 0 | 2 | 0  | 6     |

| Pista D                | LSFE    | 1 | 2 | 3 | 4 | 5 | 6 | 7 | 8 | 9 | 10 | Final |
| ---------------------- | ------- | - | - | - | - | - | - | - | - | - | -- | ----- |
| Estados Unidos (Brown) |         | 0 | 1 | 0 | 1 | 0 | 0 | X | X | X | X  | 2     |
| Canadá (Carey)         | Martelo | 4 | 0 | 1 | 0 | 1 | 4 | X | X | X | X  | 10    |

### Rodada 6
21 de março, 9:00
| Pista A           | LSFE    | 1 | 2 | 3 | 4 | 5 | 6 | 7 | 8 | 9 | 10 | Final |
| ----------------- | ------- | - | - | - | - | - | - | - | - | - | -- | ----- |
| Canadá (Carey)    |         | 0 | 0 | 3 | 0 | 0 | 0 | 0 | 0 | 0 | X  | 3     |
| Rússia (Sidorova) | Martelo | 2 | 0 | 0 | 0 | 0 | 0 | 2 | 1 | 1 | X  | 6     |

| Pista B             | LSFE    | 1 | 2 | 3 | 4 | 5 | 6 | 7 | 8 | 9 | 10 | Final |
| ------------------- | ------- | - | - | - | - | - | - | - | - | - | -- | ----- |
| Dinamarca (Nielsen) | Martelo | 2 | 2 | 0 | 3 | 0 | 0 | 0 | 4 | X | X  | 11    |
| Japão (Fujisawa)    |         | 0 | 0 | 1 | 0 | 1 | 1 | 1 | 0 | X | X  | 4     |

| Pista C                | LSFE    | 1 | 2 | 3 | 4 | 5 | 6 | 7 | 8 | 9 | 10 | Final |
| ---------------------- | ------- | - | - | - | - | - | - | - | - | - | -- | ----- |
| Estados Unidos (Brown) |         | 0 | 1 | 1 | 0 | 0 | 0 | 2 | 1 | 0 | X  | 5     |
| Itália (Apollonio)     | Martelo | 1 | 0 | 0 | 0 | 2 | 0 | 0 | 0 | 0 | X  | 3     |

| Pista D            | LSFE    | 1 | 2 | 3 | 4 | 5 | 6 | 7 | 8 | 9 | 10 | Final |
| ------------------ | ------- | - | - | - | - | - | - | - | - | - | -- | ----- |
| Suíça (Feltscher)  | Martelo | 1 | 0 | 3 | 0 | 3 | 0 | 0 | 0 | 2 | X  | 9     |
| Finlândia (Kauste) |         | 0 | 2 | 0 | 1 | 0 | 0 | 3 | 0 | 0 | X  | 6     |

### Rodada 7
21 de março, 14:00
| Pista A             | LSFE    | 1 | 2 | 3 | 4 | 5 | 6 | 7 | 8 | 9 | 10 | 11 | Final |
| ------------------- | ------- | - | - | - | - | - | - | - | - | - | -- | -- | ----- |
| Japão (Fujisawa)    | Martelo | 1 | 0 | 0 | 1 | 0 | 0 | 1 | 0 | 2 | 0  | 1  | 6     |
| Coreia do Sul (Kim) |         | 0 | 1 | 0 | 0 | 2 | 0 | 0 | 1 | 0 | 1  | 0  | 5     |

| Pista B              | LSFE    | 1 | 2 | 3 | 4 | 5 | 6 | 7 | 8 | 9 | 10 | Final |
| -------------------- | ------- | - | - | - | - | - | - | - | - | - | -- | ----- |
| Rússia (Sidorova)    |         | 0 | 0 | 3 | 1 | 2 | 0 | 1 | 0 | 3 | X  | 10    |
| Suécia (Sigfridsson) | Martelo | 0 | 2 | 0 | 0 | 0 | 2 | 0 | 1 | 0 | X  | 5     |

| Pista C            | LSFE    | 1 | 2 | 3 | 4 | 5 | 6 | 7 | 8 | 9 | 10 | Final |
| ------------------ | ------- | - | - | - | - | - | - | - | - | - | -- | ----- |
| Finlândia (Kauste) | Martelo | 0 | 3 | 0 | 2 | 0 | 1 | 0 | 0 | 0 | 0  | 6     |
| Alemanha (Driendl) |         | 0 | 0 | 1 | 0 | 2 | 0 | 0 | 3 | 1 | 2  | 9     |

| Pista D            | LSFE    | 1 | 2 | 3 | 4 | 5 | 6 | 7 | 8 | 9 | 10 | Final |
| ------------------ | ------- | - | - | - | - | - | - | - | - | - | -- | ----- |
| Itália (Apollonio) |         | 0 | 0 | 1 | 2 | 1 | 0 | 0 | 0 | 3 | 0  | 7     |
| Escócia (Muirhead) | Martelo | 3 | 2 | 0 | 0 | 0 | 1 | 0 | 1 | 0 | 1  | 8     |

### Rodada 8
21 de março, 19:00
| Pista A                | LSFE    | 1 | 2 | 3 | 4 | 5 | 6 | 7 | 8 | 9 | 10 | Final |
| ---------------------- | ------- | - | - | - | - | - | - | - | - | - | -- | ----- |
| Escócia (Muirhead)     |         | 0 | 2 | 1 | 0 | 0 | 0 | 0 | 1 | 0 | 2  | 6     |
| Estados Unidos (Brown) | Martelo | 2 | 0 | 0 | 0 | 2 | 0 | 0 | 0 | 1 | 0  | 5     |

| Pista B            | LSFE    | 1 | 2 | 3 | 4 | 5 | 6 | 7 | 8 | 9 | 10 | Final |
| ------------------ | ------- | - | - | - | - | - | - | - | - | - | -- | ----- |
| Alemanha (Driendl) |         | 0 | 1 | 0 | 0 | 1 | 0 | 0 | 0 | X | X  | 2     |
| Suíça (Feltscher)  | Martelo | 0 | 0 | 3 | 0 | 0 | 2 | 2 | 2 | X | X  | 9     |

| Pista C              | LSFE    | 1 | 2 | 3 | 4 | 5 | 6 | 7 | 8 | 9 | 10 | Final |
| -------------------- | ------- | - | - | - | - | - | - | - | - | - | -- | ----- |
| Suécia (Sigfridsson) | Martelo | 1 | 0 | 1 | 0 | 0 | 1 | 0 | 1 | 0 | 0  | 4     |
| Canadá (Carey)       |         | 0 | 1 | 0 | 1 | 2 | 0 | 1 | 0 | 2 | 2  | 9     |

| Pista D             | LSFE    | 1 | 2 | 3 | 4 | 5 | 6 | 7 | 8 | 9 | 10 | Final |
| ------------------- | ------- | - | - | - | - | - | - | - | - | - | -- | ----- |
| Coreia do Sul (Kim) | Martelo | 2 | 0 | 2 | 0 | 0 | 0 | 3 | 2 | X | X  | 9     |
| Dinamarca (Nielsen) |         | 0 | 3 | 0 | 0 | 0 | 0 | 0 | 0 | X | X  | 3     |

### Rodada 9
22 de março, 9:00
| Pista A              | LSFE    | 1 | 2 | 3 | 4 | 5 | 6 | 7 | 8 | 9 | 10 | Final |
| -------------------- | ------- | - | - | - | - | - | - | - | - | - | -- | ----- |
| Suécia (Sigfridsson) |         | 0 | 1 | 0 | 0 | 0 | 1 | 2 | 0 | 1 | 0  | 5     |
| Suíça (Feltscher)    | Martelo | 1 | 0 | 0 | 1 | 1 | 0 | 0 | 2 | 0 | 1  | 6     |

| Pista B                | LSFE    | 1 | 2 | 3 | 4 | 5 | 6 | 7 | 8 | 9 | 10 | Final |
| ---------------------- | ------- | - | - | - | - | - | - | - | - | - | -- | ----- |
| Coreia do Sul (Kim)    |         | 0 | 0 | 1 | 0 | 1 | 1 | 0 | 0 | X | X  | 3     |
| Estados Unidos (Brown) | Martelo | 2 | 1 | 0 | 1 | 0 | 0 | 4 | 2 | X | X  | 10    |

| Pista C             | LSFE    | 1 | 2 | 3 | 4 | 5 | 6 | 7 | 8 | 9 | 10 | Final |
| ------------------- | ------- | - | - | - | - | - | - | - | - | - | -- | ----- |
| Escócia (Muirhead)  | Martelo | 3 | 0 | 0 | 2 | 0 | 0 | 1 | 0 | 3 | X  | 9     |
| Dinamarca (Nielsen) |         | 0 | 1 | 0 | 0 | 1 | 1 | 0 | 0 | 0 | X  | 3     |

| Pista D            | LSFE    | 1 | 2 | 3 | 4 | 5 | 6 | 7 | 8 | 9 | 10 | Final |
| ------------------ | ------- | - | - | - | - | - | - | - | - | - | -- | ----- |
| Alemanha (Driendl) |         | 0 | 1 | 0 | 0 | 3 | 0 | 0 | 0 | 1 | 0  | 5     |
| Canadá (Carey)     | Martelo | 1 | 0 | 0 | 1 | 0 | 2 | 1 | 1 | 0 | 1  | 7     |

### Rodada 10
22 de março, 14:00
| Pista A             | LSFE    | 1 | 2 | 3 | 4 | 5 | 6 | 7 | 8 | 9 | 10 | Final |
| ------------------- | ------- | - | - | - | - | - | - | - | - | - | -- | ----- |
| Dinamarca (Nielsen) | Martelo | 1 | 0 | 0 | 2 | 0 | 1 | 1 | 0 | 1 | X  | 6     |
| Finlândia (Kauste)  |         | 0 | 2 | 0 | 0 | 1 | 0 | 0 | 1 | 0 | X  | 4     |

| Pista B            | LSFE    | 1 | 2 | 3 | 4 | 5 | 6 | 7 | 8 | 9 | 10 | Final |
| ------------------ | ------- | - | - | - | - | - | - | - | - | - | -- | ----- |
| Canadá (Carey)     | Martelo | 1 | 0 | 1 | 0 | 0 | 0 | 2 | 0 | 0 | 1  | 5     |
| Itália (Apollonio) |         | 0 | 1 | 0 | 1 | 1 | 0 | 0 | 0 | 1 | 0  | 4     |

| Pista C           | LSFE    | 1 | 2 | 3 | 4 | 5 | 6 | 7 | 8 | 9 | 10 | Final |
| ----------------- | ------- | - | - | - | - | - | - | - | - | - | -- | ----- |
| Suíça (Feltscher) | Martelo | 0 | 2 | 0 | 0 | 0 | 3 | 0 | 0 | 2 | X  | 7     |
| Japão (Fujisawa)  |         | 0 | 0 | 0 | 0 | 2 | 0 | 1 | 1 | 0 | X  | 4     |

| Pista D                | LSFE    | 1 | 2 | 3 | 4 | 5 | 6 | 7 | 8 | 9 | 10 | 11 | Final |
| ---------------------- | ------- | - | - | - | - | - | - | - | - | - | -- | -- | ----- |
| Estados Unidos (Brown) | Martelo | 0 | 2 | 0 | 1 | 0 | 1 | 0 | 1 | 0 | 0  | 1  | 6     |
| Rússia (Sidorova)      |         | 0 | 0 | 1 | 0 | 1 | 0 | 1 | 0 | 0 | 2  | 0  | 5     |

### Rodada 11
22 de março, 19:00
| Pista A            | LSFE    | 1 | 2 | 3 | 4 | 5 | 6 | 7 | 8 | 9 | 10 | Final |
| ------------------ | ------- | - | - | - | - | - | - | - | - | - | -- | ----- |
| Itália (Apollonio) |         | 1 | 0 | 0 | 0 | 1 | 0 | 0 | 3 | 1 | X  | 6     |
| Alemanha (Driendl) | Martelo | 0 | 0 | 1 | 0 | 0 | 1 | 0 | 0 | 0 | X  | 2     |

| Pista B            | LSFE    | 1 | 2 | 3 | 4 | 5 | 6 | 7 | 8 | 9 | 10 | Final |
| ------------------ | ------- | - | - | - | - | - | - | - | - | - | -- | ----- |
| Finlândia (Kauste) | Martelo | 1 | 0 | 2 | 0 | 0 | 0 | 1 | 0 | 1 | 0  | 5     |
| Escócia (Muirhead) |         | 0 | 1 | 0 | 0 | 2 | 1 | 0 | 1 | 0 | 1  | 6     |

| Pista C             | LSFE    | 1 | 2 | 3 | 4 | 5 | 6 | 7 | 8 | 9 | 10 | Final |
| ------------------- | ------- | - | - | - | - | - | - | - | - | - | -- | ----- |
| Rússia (Sidorova)   | Martelo | 3 | 0 | 0 | 0 | 1 | 1 | 4 | X | X | X  | 9     |
| Coreia do Sul (Kim) |         | 0 | 1 | 0 | 0 | 0 | 0 | 0 | X | X | X  | 1     |

| Pista D              | LSFE    | 1 | 2 | 3 | 4 | 5 | 6 | 7 | 8 | 9 | 10 | Final |
| -------------------- | ------- | - | - | - | - | - | - | - | - | - | -- | ----- |
| Japão (Fujisawa)     |         | 0 | 0 | 2 | 0 | 2 | 1 | 0 | 2 | 0 | 1  | 8     |
| Suécia (Sigfridsson) | Martelo | 0 | 1 | 0 | 1 | 0 | 0 | 1 | 0 | 1 | 0  | 4     |

### Rodada 12
23 de março, 9:00
| Pista A            | LSFE    | 1 | 2 | 3 | 4 | 5 | 6 | 7 | 8 | 9 | 10 | Final |
| ------------------ | ------- | - | - | - | - | - | - | - | - | - | -- | ----- |
| Rússia (Sidorova)  |         | 0 | 0 | 0 | 0 | 0 | 0 | 1 | X | X | X  | 1     |
| Escócia (Muirhead) | Martelo | 1 | 3 | 1 | 0 | 1 | 1 | 0 | X | X | X  | 7     |

| Pista B            | LSFE    | 1 | 2 | 3 | 4 | 5 | 6 | 7 | 8 | 9 | 10 | Final |
| ------------------ | ------- | - | - | - | - | - | - | - | - | - | -- | ----- |
| Japão (Fujisawa)   | Martelo | 0 | 4 | 0 | 3 | 0 | 1 | X | X | X | X  | 8     |
| Alemanha (Driendl) |         | 0 | 0 | 1 | 0 | 0 | 0 | X | X | X | X  | 1     |

| Pista C              | LSFE    | 1 | 2 | 3 | 4 | 5 | 6 | 7 | 8 | 9 | 10 | Final |
| -------------------- | ------- | - | - | - | - | - | - | - | - | - | -- | ----- |
| Itália (Apollonio)   |         | 0 | 0 | 1 | 0 | 3 | 0 | 1 | 0 | X | X  | 4     |
| Suécia (Sigfridsson) | Martelo | 2 | 2 | 0 | 4 | 0 | 1 | 0 | 2 | X | X  | 11    |

| Pista D             | LSFE    | 1 | 2 | 3 | 4 | 5 | 6 | 7 | 8 | 9 | 10 | Final |
| ------------------- | ------- | - | - | - | - | - | - | - | - | - | -- | ----- |
| Finlândia (Kauste)  | Martelo | 0 | 1 | 3 | 0 | 1 | 0 | 1 | 0 | 0 | X  | 6     |
| Coreia do Sul (Kim) |         | 0 | 0 | 0 | 2 | 0 | 1 | 0 | 3 | 3 | X  | 9     |

### Rodada 13
23 de março, 14:00
| Pista A             | LSFE    | 1 | 2 | 3 | 4 | 5 | 6 | 7 | 8 | 9 | 10 | Final |
| ------------------- | ------- | - | - | - | - | - | - | - | - | - | -- | ----- |
| Coreia do Sul (Kim) |         | 0 | 2 | 0 | 1 | 0 | 0 | 1 | 0 | 2 | 2  | 8     |
| Canadá (Carey)      | Martelo | 0 | 0 | 2 | 0 | 0 | 2 | 0 | 3 | 0 | 0  | 7     |

| Pista B              | LSFE    | 1 | 2 | 3 | 4 | 5 | 6 | 7 | 8 | 9 | 10 | Final |
| -------------------- | ------- | - | - | - | - | - | - | - | - | - | -- | ----- |
| Suécia (Sigfridsson) | Martelo | 1 | 1 | 0 | 1 | 1 | 0 | 1 | 0 | 1 | X  | 6     |
| Dinamarca (Nielsen)  |         | 0 | 0 | 1 | 0 | 0 | 0 | 0 | 1 | 0 | X  | 2     |

| Pista C                | LSFE    | 1 | 2 | 3 | 4 | 5 | 6 | 7 | 8 | 9 | 10 | Final |
| ---------------------- | ------- | - | - | - | - | - | - | - | - | - | -- | ----- |
| Alemanha (Driendl)     | Martelo | 0 | 0 | 1 | 0 | 0 | 2 | 0 | 0 | 1 | 0  | 4     |
| Estados Unidos (Brown) |         | 0 | 1 | 0 | 1 | 1 | 0 | 2 | 0 | 0 | 2  | 7     |

| Pista D            | LSFE    | 1 | 2 | 3 | 4 | 5 | 6 | 7 | 8 | 9 | 10 | 11 | Final |
| ------------------ | ------- | - | - | - | - | - | - | - | - | - | -- | -- | ----- |
| Escócia (Muirhead) | Martelo | 2 | 0 | 1 | 2 | 0 | 0 | 0 | 0 | 0 | 1  | 0  | 6     |
| Suíça (Feltscher)  |         | 0 | 1 | 0 | 0 | 0 | 2 | 1 | 1 | 1 | 0  | 1  | 7     |

### Rodada 14
23 de março, 19:00
| Equipes                | LSFE    | 1 | 2 | 3 | 4 | 5 | 6 | 7 | 8 | 9 | 10 | Final |
| ---------------------- | ------- | - | - | - | - | - | - | - | - | - | -- | ----- |
| Estados Unidos (Brown) |         | 0 | 1 | 0 | 2 | 0 | 0 | 1 | 0 | 0 | 1  | 5     |
| Japão (Fujisawa)       | Martelo | 1 | 0 | 2 | 0 | 1 | 2 | 0 | 0 | 1 | X  | 7     |

| Pista B           | LSFE    | 1 | 2 | 3 | 4 | 5 | 6 | 7 | 8 | 9 | 10 | Final |
| ----------------- | ------- | - | - | - | - | - | - | - | - | - | -- | ----- |
| Suíça (Feltscher) |         | 0 | 0 | 0 | 2 | 0 | 0 | 0 | 1 | 0 | X  | 3     |
| Rússia (Sidorova) | Martelo | 1 | 1 | 1 | 0 | 1 | 1 | 0 | 0 | 1 | X  | 6     |

| Pista C            | LSFE    | 1 | 2 | 3 | 4 | 5 | 6 | 7 | 8 | 9 | 10 | Final |
| ------------------ | ------- | - | - | - | - | - | - | - | - | - | -- | ----- |
| Canadá (Carey)     | Martelo | 2 | 1 | 0 | 1 | 1 | 2 | 0 | X | X | X  | 7     |
| Finlândia (Kauste) |         | 0 | 0 | 0 | 0 | 0 | 0 | 1 | X | X | X  | 1     |

| Pista D             | LSFE    | 1 | 2 | 3 | 4 | 5 | 6 | 7 | 8 | 9 | 10 | Final |
| ------------------- | ------- | - | - | - | - | - | - | - | - | - | -- | ----- |
| Dinamarca (Nielsen) |         | 0 | 0 | 2 | 0 | 2 | 0 | 2 | 0 | 1 | X  | 7     |
| Itália (Apollonio)  | Martelo | 0 | 2 | 0 | 1 | 0 | 1 | 0 | 1 | 0 | X  | 5     |

### Rodada 15
25 de março, 9:00
| Pista A              | LSFE    | 1 | 2 | 3 | 4 | 5 | 6 | 7 | 8 | 9 | 10 | Final |
| -------------------- | ------- | - | - | - | - | - | - | - | - | - | -- | ----- |
| Finlândia (Kauste)   |         | 0 | 0 | 1 | 1 | 0 | 1 | 0 | X | X | X  | 3     |
| Suécia (Sigfridsson) | Martelo | 0 | 5 | 0 | 0 | 1 | 0 | 4 | X | X | X  | 10    |

| Pista B             | LSFE    | 1 | 2 | 3 | 4 | 5 | 6 | 7 | 8 | 9 | 10 | Final |
| ------------------- | ------- | - | - | - | - | - | - | - | - | - | -- | ----- |
| Itália (Apollonio)  | Martelo | 0 | 0 | 1 | 2 | 0 | 0 | 1 | 1 | 0 | X  | 5     |
| Coreia do Sul (Kim) |         | 0 | 0 | 0 | 0 | 2 | 1 | 0 | 0 | 4 | X  | 7     |

| Pista C            | LSFE    | 1 | 2 | 3 | 4 | 5 | 6 | 7 | 8 | 9 | 10 | Final |
| ------------------ | ------- | - | - | - | - | - | - | - | - | - | -- | ----- |
| Japão (Fujisawa)   | Martelo | 3 | 0 | 2 | 0 | 4 | 0 | 1 | X | X | X  | 10    |
| Escócia (Muirhead) |         | 0 | 1 | 0 | 2 | 0 | 1 | 0 | X | X | X  | 4     |

| Pista D            | LSFE    | 1 | 2 | 3 | 4 | 5 | 6 | 7 | 8 | 9 | 10 | Final |
| ------------------ | ------- | - | - | - | - | - | - | - | - | - | -- | ----- |
| Rússia (Sidorova)  | Martelo | 3 | 0 | 1 | 0 | 2 | 0 | 1 | 1 | X | X  | 8     |
| Alemanha (Driendl) |         | 0 | 0 | 0 | 1 | 0 | 2 | 0 | 0 | X | X  | 3     |

### Rodada 16
24 de março, 14:00
| Pista A            | LSFE    | 1 | 2 | 3 | 4 | 5 | 6 | 7 | 8 | 9 | 10 | Final |
| ------------------ | ------- | - | - | - | - | - | - | - | - | - | -- | ----- |
| Suíça (Feltscher)  | Martelo | 2 | 0 | 0 | 0 | 0 | 2 | 0 | 0 | 0 | 1  | 5     |
| Itália (Apollonio) |         | 0 | 0 | 0 | 2 | 1 | 0 | 0 | 0 | 1 | 0  | 4     |

| Pista B                | LSFE    | 1 | 2 | 3 | 4 | 5 | 6 | 7 | 8 | 9 | 10 | Final |
| ---------------------- | ------- | - | - | - | - | - | - | - | - | - | -- | ----- |
| Estados Unidos (Brown) | Martelo | 0 | 2 | 1 | 0 | 1 | 2 | 0 | 2 | 0 | X  | 8     |
| Finlândia (Kauste)     |         | 0 | 0 | 0 | 2 | 0 | 0 | 1 | 0 | 0 | X  | 3     |

| Pista C             | LSFE    | 1 | 2 | 3 | 4 | 5 | 6 | 7 | 8 | 9 | 10 | 11 | Final |
| ------------------- | ------- | - | - | - | - | - | - | - | - | - | -- | -- | ----- |
| Dinamarca (Nielsen) | Martelo | 2 | 0 | 1 | 0 | 1 | 0 | 1 | 1 | 0 | 1  | 0  | 7     |
| Rússia (Sidorova)   |         | 0 | 1 | 0 | 2 | 0 | 2 | 0 | 0 | 1 | 0  | 3  | 10    |

| Pista D          | LSFE    | 1 | 2 | 3 | 4 | 5 | 6 | 7 | 8 | 9 | 10 | Final |
| ---------------- | ------- | - | - | - | - | - | - | - | - | - | -- | ----- |
| Canadá (Carey)   |         | 0 | 0 | 1 | 0 | 1 | 0 | X | X | X | X  | 2     |
| Japão (Fujisawa) | Martelo | 2 | 2 | 0 | 2 | 0 | 5 | X | X | X | X  | 11    |

### Rodada 17
24 de março, 19:00
| Pista A             | LSFE    | 1 | 2 | 3 | 4 | 5 | 6 | 7 | 8 | 9 | 10 | Final |
| ------------------- | ------- | - | - | - | - | - | - | - | - | - | -- | ----- |
| Alemanha (Driendl)  | Martelo | 0 | 0 | 0 | 2 | 1 | 0 | 0 | 0 | 1 | X  | 4     |
| Dinamarca (Nielsen) |         | 0 | 0 | 2 | 0 | 0 | 1 | 3 | 2 | 0 | X  | 8     |

| Pista B            | LSFE    | 1 | 2 | 3 | 4 | 5 | 6 | 7 | 8 | 9 | 10 | Final |
| ------------------ | ------- | - | - | - | - | - | - | - | - | - | -- | ----- |
| Escócia (Muirhead) |         | 0 | 1 | 0 | 0 | 1 | 0 | 1 | 1 | 0 | X  | 4     |
| Canadá (Carey)     | Martelo | 1 | 0 | 1 | 0 | 0 | 3 | 0 | 0 | 4 | X  | 9     |

| Pista C             | LSFE    | 1 | 2 | 3 | 4 | 5 | 6 | 7 | 8 | 9 | 10 | Final |
| ------------------- | ------- | - | - | - | - | - | - | - | - | - | -- | ----- |
| Coreia do Sul (Kim) |         | 2 | 0 | 0 | 0 | 0 | 1 | 0 | 1 | 0 | 1  | 5     |
| Suíça (Feltscher)   | Martelo | 0 | 1 | 0 | 1 | 1 | 0 | 1 | 0 | 3 | 0  | 7     |

| Pista D                | LSFE    | 1 | 2 | 3 | 4 | 5 | 6 | 7 | 8 | 9 | 10 | 11 | Final |
| ---------------------- | ------- | - | - | - | - | - | - | - | - | - | -- | -- | ----- |
| Suécia (Sigfridsson)   | Martelo | 0 | 1 | 0 | 1 | 0 | 1 | 0 | 0 | 0 | 1  | 0  | 4     |
| Estados Unidos (Brown) |         | 0 | 0 | 1 | 0 | 1 | 0 | 0 | 2 | 0 | 0  | 1  | 5     |

## Playoffs
|  | Playoffs | Playoffs | Playoffs |   |   | Semifinal | Semifinal | Semifinal |   |       | Final | Final | Final |
|  |          |          |          |   |   |           |           |           |   |       |       |       |       |
|  | 1        | Suíça    | 8        |   |   |           |           |           |   |       |       |       |       |
|  | 2        | Japão    | 4        |   |   |           |           |           |   |       | 1     | Suíça | 9     |
|  |          |          |          |   | 2 | Japão     | 7         |           | 2 | Japão | 6     |       |       |
|  |          | 3        | Rússia   | 5 |   |           |           |           |   |       |       |       |       |
|  | 3        | Rússia   | 7        |   |   |           |           |           |   |       |       |       |       |
|  | 4        | Canadá   | 4        |   |   |           |           |           |   |       |       |       |       |

|  | Bronze Medal Game |        |   |
|  |                   |        |   |
|  | 4                 | Canadá | 8 |
|  | 3                 | Rússia | 9 |

### 1 vs. 2
25 de março, 19:00
| Pista B             | LSFE    | 1 | 2 | 3 | 4 | 5 | 6 | 7 | 8 | 9 | 10 | Final |
| ------------------- | ------- | - | - | - | - | - | - | - | - | - | -- | ----- |
| ' Suíça (Feltscher) | Martelo | 1 | 1 | 0 | 1 | 0 | 0 | 3 | 0 | 2 | X  | 8     |
| Japão (Fujisawa)    |         | 0 | 0 | 1 | 0 | 1 | 1 | 0 | 1 | 0 | X  | 4     |

### 3 vs. 4
26 de março, 14:00
| Pista C           | LSFE    | 1 | 2 | 3 | 4 | 5 | 6 | 7 | 8 | 9 | 10 | Final |
| ----------------- | ------- | - | - | - | - | - | - | - | - | - | -- | ----- |
| Rússia (Sidorova) | Martelo | 0 | 2 | 2 | 0 | 1 | 0 | 0 | 2 | 0 | X  | 7     |
| Canadá (Carey)    |         | 0 | 0 | 0 | 1 | 0 | 0 | 2 | 0 | 1 | X  | 4     |

### Semifinal
26 de março, 19:00
| Pista C            | LSFE    | 1 | 2 | 3 | 4 | 5 | 6 | 7 | 8 | 9 | 10 | 11 | Final |
| ------------------ | ------- | - | - | - | - | - | - | - | - | - | -- | -- | ----- |
| Rússia (Sidorova)  |         | 0 | 0 | 0 | 0 | 1 | 0 | 2 | 0 | 0 | 2  | 0  | 5     |
| ' Japão (Fujisawa) | Martelo | 0 | 0 | 0 | 1 | 0 | 2 | 0 | 1 | 1 | 0  | 2  | 7     |

### Disputa pelo bronze
27 de março, 10:00
| Pista C           | LSFE    | 1 | 2 | 3 | 4 | 5 | 6 | 7 | 8 | 9 | 10 | Final |
| ----------------- | ------- | - | - | - | - | - | - | - | - | - | -- | ----- |
| Canadá (Carey)    |         | 0 | 2 | 0 | 0 | 0 | 2 | 2 | 0 | 2 | 0  | 8     |
| Rússia (Sidorova) | Martelo | 2 | 0 | 1 | 1 | 1 | 0 | 0 | 3 | 0 | 1  | 9     |

### Final
27 de março, 15:00
| Equipes             | LSFE    | 1 | 2 | 3 | 4 | 5 | 6 | 7 | 8 | 9 | 10 | Final |
| ------------------- | ------- | - | - | - | - | - | - | - | - | - | -- | ----- |
| ' Suíça (Feltscher) | Martelo | 0 | 1 | 0 | 0 | 1 | 0 | 3 | 0 | 2 | 2  | 9     |
| Japão (Fujisawa)    |         | 0 | 0 | 0 | 1 | 0 | 2 | 0 | 3 | 0 | 0  | 6     |

## Medalhistas
| Medalha | Seleção | Capitã           |
| ------- | ------- | ---------------- |
| Ouro    | Suíça   | Binia Feltscher  |
| Prata   | Japão   | Satsuki Fujisawa |
| Bronze  | Rússia  | Anna Sidorova    |